# Chiesa di Santa Sofia (Lendinara)
La chiesa di Santa Sofia è un edificio religioso cattolico di Lendinara. È il duomo del paese e la sede dell'omonima parrocchia. Alla parrocchia di Santa Sofia fanno capo le chiese di Villanova del Ghebbo, Costiola, Villa Longale (che successivamente assunse il nome del Bornio), San Biagio e Ramodipalo.

## Storia
La chiesa di Santa Sofia, è molto bella ed ha origini che affondano nell'antichità, essendo stata edificata sulle rovine di un luogo di culto pagano. La sua costruzione risale al 1070, ordinata dalla famiglia Cattaneo che ne fece il proprio oratorio e che ne mantenne il controllo fino alla prima metà del secolo XVI. L'edificio subì un ampliamento e fu intitolato a Santa Sofia probabilmente in omaggio a Sofia Lendinara, moglie di Obizzo d'Este. 
Nel secolo XV, Santa Sofia ospitava anche la sede vescovile e il collegio dei canonici che a Lendinara erano già presenti dal XIII secolo. La chiesa accoglieva quattro altari dedicati al corpo di Cristo, a sant'Antonio abate, ai santi Filippo e Giacomo e a santa Maria Maddalena. Nel 1556 il controllo della chiesa venne affidato alla famiglia veneziana dei Molin che si incaricarono di farla risorgere dall'incuria in cui versava. Dieci anni dopo l'edificio venne ricostruito: agli inizi del secolo XVII la chiesa era costituita da una sola navata e da otto cappelle, e vi si trovavano nove altari, dei quali quello maggiore disposto a est; a nord era collocato il campanile, e il cimitero orientato a nord ovest.

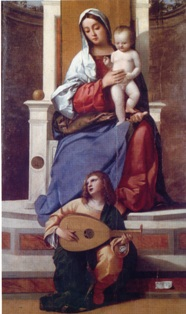
Domenico Mancini, Madonna col Bambino e angelo musicante, 1511

Il secolo XVIII vide di nuovo la chiesa cadere in uno stato di abbandono dovuto principalmente al disinteresse dei Molin, e perciò fu deciso di ristrutturare l'edificio cadente, operazione che avvenne in tre tempi: dapprima su disposizione del canonico Giovanni Ferro, poi dell'arciprete Martinelli. Oltre a nuovi altari intagliati, venne installato un nuovo organo. Il terzo intervento fu opera principalmente del conte Gherardini, che ricostruì radicalmente la chiesa sotto la supervisione dell'architetto Angelo Santini, rifacimento che terminò nel secolo XIX anche grazie al dinamismo di Domenico Scipioni che subentrò in qualità di canonico nel 1778. La chiesa del convento di San Francesco, demolita nel 1785, fornì parecchio materiale per il nuovo rimaneggiamento, e dall'edificio smantellato giunsero anche interessanti opere, fra le quali un corale opera del grande maestro miniaturista Girolamo da Feltre; della medesima provenienza è l'acquisizione di una tavola con la Madonna con il bambino e un angelo che suona il liuto, dipinta nel 1511 dal pittore trevigiano Domenico Mancini in uno stile che richiama il Giorgione.

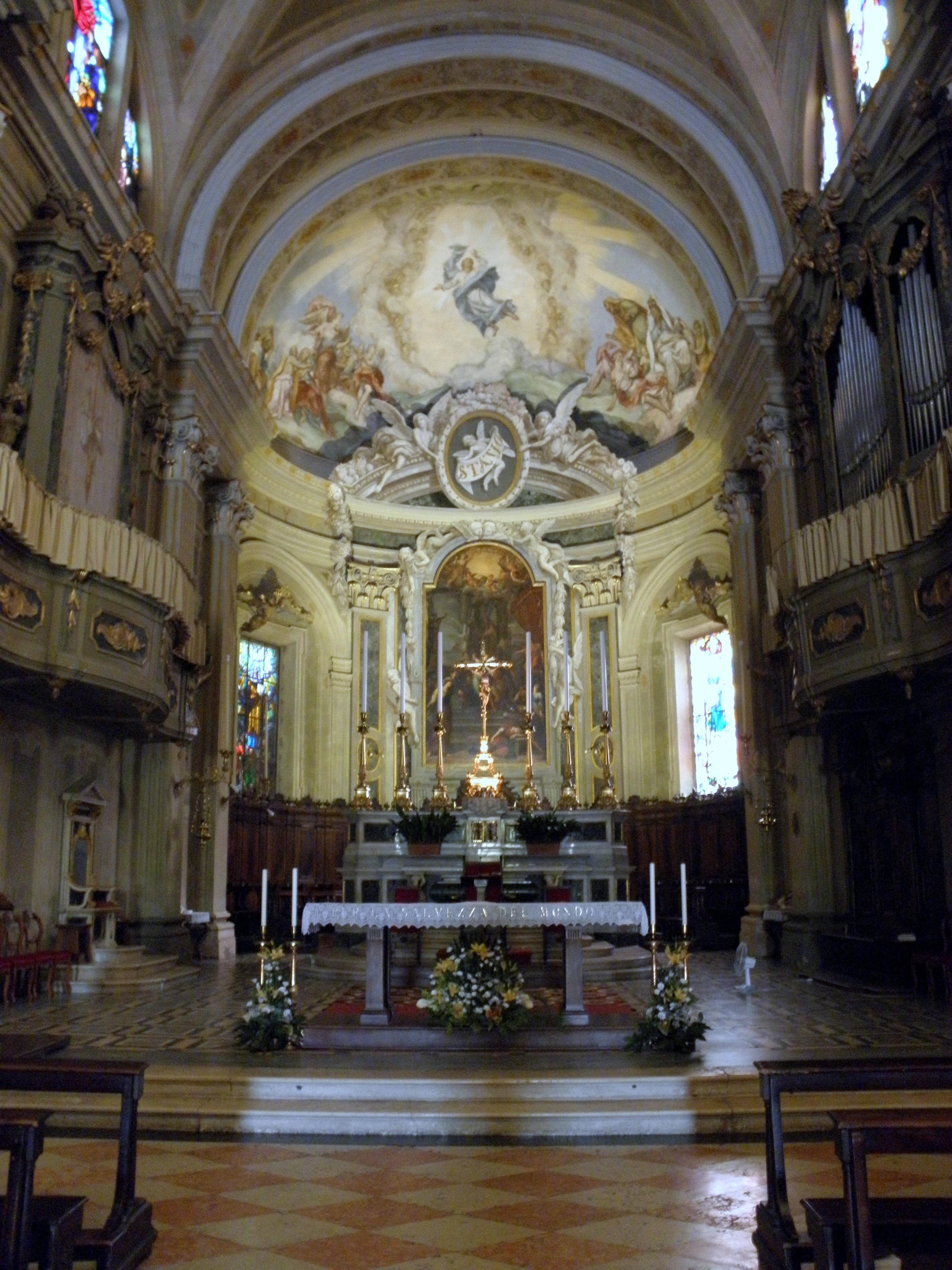
Santa Sofia, abside

Negli anni successivi la chiesa fu ingrandita e abbellita. Furono costruite e pavimentate le due navate laterali, venne realizzata la copertura del santuario, fu rifatta la facciata ad opera dell'architetto e presbitero lendinarese don Francesco Antonio Baccari. Il completamento della ristrutturazione portò alla consacrazione della chiesa il 30 settembre del 1792, a opera del vescovo Arnaldo Speroni. Negli anni seguenti vennero aggiunti l'altare maggiore, la pala che raffigura Il martirio delle figlie di santa Sofia realizzata dal veneziano Carlo Alvise Fabris; gli affreschi iniziati da Tommaso Sciacca e, dopo la morte improvvisa, proseguiti dal veronese Giorgio Anselmi – che non riuscì a completare l'opera pittorica a causa della caduta mortale da un'impalcatura.
Dopo un secolo, il canonico Fernando Cappellini affidò a Carlo Matscheg ulteriori decorazioni alla basilica, sostituite nel 1938 da un intervento di Tito Poloni che su disegno di Achille Casanova realizzò le Vicende terrene del verbo Incarnato, Le gesta di Maria e dei santi, e i Fasti della chiesa. Alcuni anni prima, nel 1929, fu aggiunta un dipinto del Sacro Cuore opera del prof. Biagio Biagetti; nel 1931 fu collocato sull'altare maggiore un nuovo crocifisso ligneo. 
L'organo è opera della ditta Domenico Malvestio di Padova, anno 1913, dotato di due manuali e pedaliera. 
L'esterno subì rimaneggiamenti nel corso del Novecento: tra il 1938 e il 1941 vennero rinforzate le strutture portanti, ripassate le coperture, affrescati i soffitti delle navate da Achille Casanova e, infine, venne completata la facciata della chiesa dove è presente un frontone ricco di statue marmoree. Le tre navate confluiscono in una larga abside chiusa in alto da una cupola. Oltre alla tela che raffigura la Vergine con l'angelo liutista, la chiesa conserva un quadro che riproduce la Madonna del Rosario e Santi dipinto nel Seicento da G.B. Albrizzi, e un'altra Madonna con Bambino fra san Lorenzo e sant'Antonio da Padova, opera che Francesco Bissolo realizzò a inizi del Cinquecento e che fu successivamente ritoccata profondamente nel periodo barocco, epoca alla quale risalgono anche un Ecce Homo del pittore Domenico Fetti, altri dipinti di Pietro della Vecchia e Antonio Zanchi, una pala in cattivo stato di conservazione che si ritiene di Matteo dei Pitocchi; e opere settecentesche di Agostino Ugolini.

## Il campanile

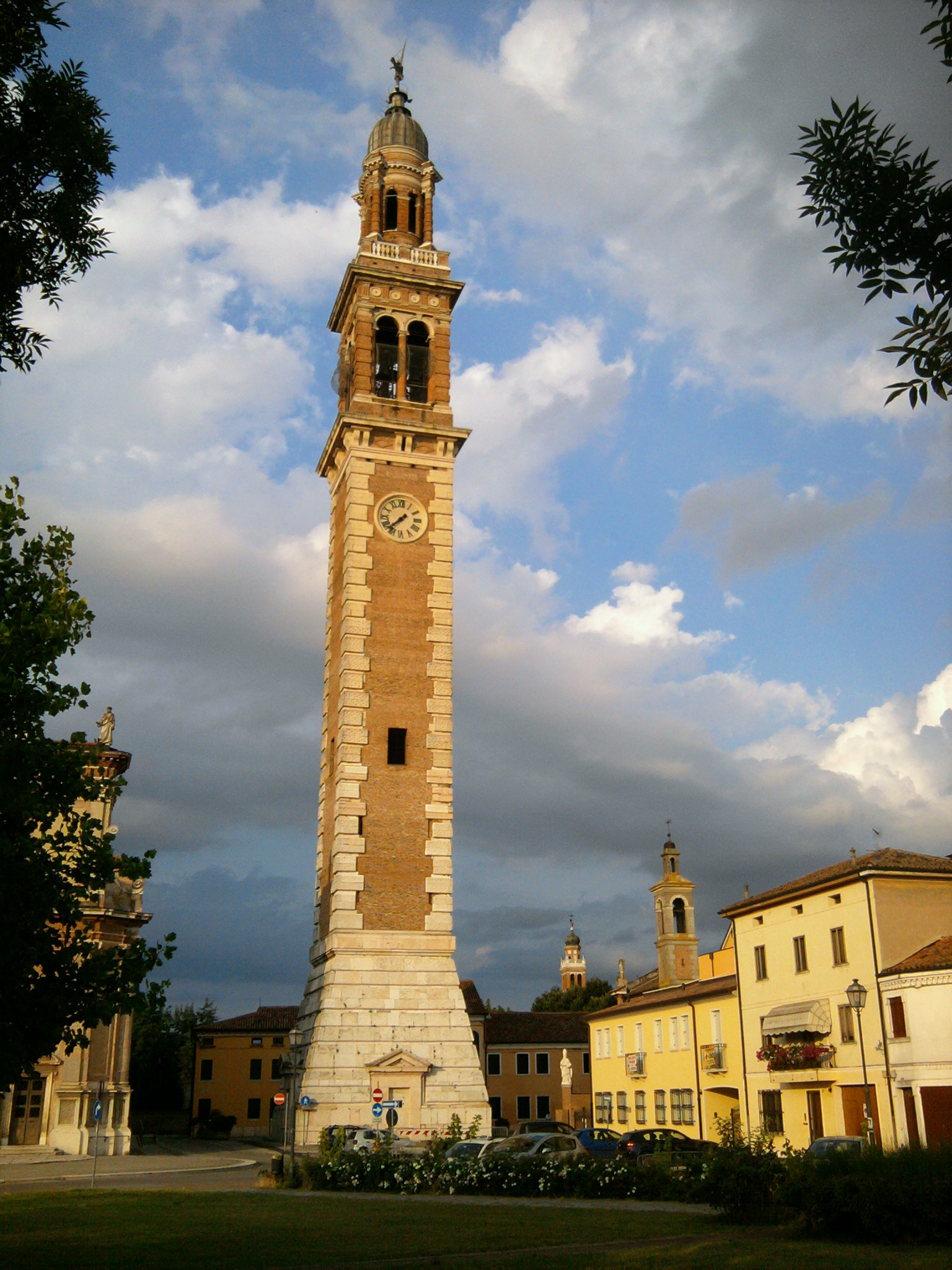
Il campanile di Santa Sofia

Misura 92,5 metri d'altezza. Su impulso di Domenico Scipioni, si decise di costruire anche un campanile di grandi dimensioni. Furono due i progetti disegnati da don Francesco Antonio Baccari, uno con la torre campanaria di forma cilindrica, l'altro quadrangolare, soluzione quest'ultima che prevalse. Il 1797 segnò l'inizio della costruzione del campanile.
Di seguito le tappe della costruzione del campanile, tratte da “Cronaca Lendinarese: fu principio a cavar terra per far il novo campanile di Santa Sofia” del 24 aprile 1797, a cura di V. Boraso (1760-1806).
- Inizio dei lavori il 17 maggio 1797: la macchina lavora per estrarre acqua per la scavazione del nuovo campanile di Santa Sofia.
- 7 giugno 1797: prime pietre delle fondamenta del nuovo campanile di Santa Sofia di Lendinara.
- 29 agosto 1797: fu principio a tirar su acqua con la macchina per le fondamenta del nuovo campanile di Santa Sofia.
- 1 ottobre 1798: si lavora alle fondamenta del campanile di Santa Sofia, ora sono venuti sorra terra e si principia il pagamento di marmo.
- 19 aprile 1799: oggi si incominciò a lavorare sul campanile con piere del Pubblico Palazzo, e queste furono pagate.
- 14 agosto 1799: in San Biagio offizzi por i soldati fu ripreso il lavoro del campanile di Santa Sofia.
- 18 novembre 1799: ora si lavora per fare il primo arco alla porta maggiore.
- 3 marzo 1800: in questi giorni i tagliapietre cominciano a lavorare per il nuovo campanile di Santa Sofia.
- 6 giugno 1800: fu incominciato a fare la cima magnificamente.
- 14 ottobre 1800: si lavora a mettere marmi nel campanile di Santa Sofia.
L'edificazione incontrò diverse difficoltà a causa della natura acquitrinosa del terreno. Venne ultimata nel 1824 con l'aggiunta della cella campanaria aperta a bifore, del lanternino a forma di tempietto e della cupola (la torre ultimata fu benedetta il 16 novembre 1857). Sulla cupola fu collocata una piattaforma girevole con sopra un angelo ligneo rivestito di rame (opera di Silvio Soà e Ignazio Bardani). La scultura originaria, il cui modello in scala è ospitato nella sacrestia, fu rivestita d'oro nel 1923 e venne distrutta da un fulmine durante la notte del 25 luglio 1973. Quest'ultima fu sostituita da un'opera realizzata nel 1977 dal prof. Vedovato: venne fissata con una gru nello stesso anno, dopo alcuni tentativi andati a vuoto con l'elicottero a causa del forte vento.
Il nuovo angelo è alto 4 metri e ha un peso di 680 kg. Le ali hanno lunghezza di 2,6 metri ciascuna. La tromba, dal peso di 160 kg, è stata riempita di piombo per controbilanciare il peso delle ali. Il perno di sostegno è lungo 5,7 metri. Dopo un accurato controllo delle strutture portanti, il nuovo angelo è stato collocato dopo diversi tentativi l'11 aprile 1977.
Nel 1923 il campanile fu oggetto di importanti lavori: la copertura in piombo della cupola venne rifatta, la scala interna in legno fu restaurata e ne fu installata una esterna che giungeva all'angelo.
Il 26 aprile 1857 furono ordinate otto campane alla rinomata fonderia dei fratelli De Poli in Ceneda – Vittorio Veneto (Treviso). Arrivarono da Ceneda a Casarsa con i carri e poi a Padova in ferrovia, da Padova a Lendinara nuovamente nei carri. Consacrate dal vescovo, furono esposte in chiesa per un anno prima di essere issate sulla torre. Suonarono per la prima volta il 20 marzo 1858. 
Di seguito i dati delle campane:
1) campana maggiore, nota do3, "Silvestro", fusa da De Poli nel 1857 peso 2021,049 Kg; 
2) seconda, nota re3, "Santa Sofia", fusa da De Poli nel 1857, peso 1286,049 Kg; 
3) terza, nota mi3, "Tutti i Santi", fusa da De Poli nel 1857, peso 854,307 Kg; 
4) quarta, nota fa3, "Anna", fusa da De Poli nel 1948, peso 700,236 Kg; 
5) quinta, nota sol3, "Maria", fusa da De Poli nel 1948, peso 484,155 Kg; 
6) sesta, nota la3, "Domenico", fusa da De Poli nel 1948, peso 345,825 Kg; 
7) settima, nota si3, "Antonio", fusa da De Poli nel 1948, peso 244,244 Kg; 
8) ottava, nota do4, "Ferdinando", fusa da De Poli nel 1948, peso 187,461 Kg;
- Le campane sono state elettrificate verso la fine degli anni '60 dalla Fagan di Marola (VI). 
- Il campanile ha ricevuto un ampio restauro nel 1997 in occasione dell'anniversario dei 150 anni dalla sua costruzione. Per l'occasione è stato restaurato il telaio delle campane (ricostruito nel 1936), così come la ferramenta (bulloneria, cuscinetti, battagli), e sono state installate delle reti contro i volatili e il possibile distacco dei battagli durante le suonate (anche se questi sono dotati di cavo di sicurezza, noto come "cavo paracadute").
- Non è aperto al pubblico: infatti, anche se venisse aperto (ad esempio nelle giornate del FAI), non si può salire in cella campanaria e tanto meno sul lanternino sotto all'angelo. Solo i tecnici opportunamente attrezzati e muniti di imbragatura possono salire in cella e salire fin sopra la cuspide.